# Careya valida
Careya valida är en tvåhjärtbladig växtart som beskrevs av Wilhelm Sulpiz Kurz. Careya valida ingår i släktet Careya och familjen Lecythidaceae.
Artens utbredningsområde är Andamanerna. Inga underarter finns listade i Catalogue of Life.